# Michele Bettega
Michele Bettega (Transacqua, 19 dicembre 1853 – Transacqua, 7 settembre 1937) è stato un alpinista e guida alpina austriaca, naturalizzato italiano dopo il 1919, fu la più grande guida alpina del gruppo dolomitico delle Pale di San Martino e una delle più grandi del suo tempo, guadagnando numerose ambite prime salite.

## Biografia
Michele Bettega nacque il 19 dicembre 1853 a Transacqua frazione del comune di Primiero San Martino di Castrozza, allora territorio austriaco. A diciassette anni  quando era a servizio all'Hotel Alpino di San Martino di Leopoldo Ben cominciò le prime escursioni nella zona, in un'epoca nella quale non esistevano nella regione guide alpine, piccozze, funi o scarpe di corda. Nel 1878 col conte Alfred von Pallavicini, le due guide alpine Santo Siorpaes e Angelo Dimai di Cortina e Julius Meurer  tentò la scalata della Pale di San Martino e al primo tentativo raggiunse la cima mai toccata da alcuno.  Julius Meurer,  presidente del Club Alpino Austriaco (ÖAK),  lo definì: "Primo scalatore per eccellenza". Fu altresì guida alpina nelle Dolomiti per Theodor Wundt, Edward Theodore Compton, Karl Schulz e altri.  Nel settembre 1886, come guida del conte Denys Champeaux e H. Brulle scalò entrambe le cime della Cima della Madonna in un giorno e fu una delle sue spedizioni alpinistiche più difficili della sua carriera.  Nel 1887 effettuò la prima salita della Torre Fermeda con Karl Schulz,  Edward Theodore Compton e T.G. Martin; nel 1888 compì la prima salita della Croda Grande; il 1 luglio 1901 fece la prima salita della parete sud della Marmolada con Beatrice Tomasson e Bartolo Zagonel; il 28 e 29 dicembre 1892 realizzò la salita invernale della Große e Kleine Zinne con Theodor Wundt e Johann Watschinger; il 31 dicembre 1892 - compì la salita del Monte Cristallo con Theodor Wundt e Johann Watschinger mentre nel 1896  guidò la prima salita del Campanile Bettega con Ernst Clement.  
Nella sua lunga attività di guida alpina scalò 206 volte il Cimon delle Pale di San Martino e per quasi 50 anni salì tutte le vette dolomitiche spesso conquistandole per la prima volta.

## Carriera alpinistica
- 1878 Salita alla Pale di San Martino di San Martino, 2.987 m, (Pale di San Martino, Dolomiti)
- 1879 Salita alla Cima Canali  tramite la "strada normale",II-III grado di difficoltà, 2.897 m, (Pale di San Martino, Dolomiti)
- 1881 Salita al Grohmannspitze tramite "Leiterweg",III grado di difficoltà , 3.126 m, (Langkofelgruppe,Dolomiti)
- 1881 Salita al Sass Maor, 2.812 m, (Pale di San Martino, Dolomiti)
- 1883 Salita alla Cima Canali tramite "Normalroute",II-III grado di difficoltà, 2.897 m, (Pale di San Martino, Dolomiti)
- 1886 Salita alla Cima della Madonna, 2.733 m, (Pale di San Martino, Dolomiti)
- 1887 Salita alla Fermedaturm, (Gruppo delle Odle, Dolomiti)
- 1887 Salita alla Große Fermeda tramite la "Normalweg", III grado di difficoltà ,500 HM, 2.873 m,(Gruppo delle Odle, Dolomiti)
- 1888 Salita alla Croda Grande, 2.849 m, (Pale di San Martino, Dolomiti)
- 1889 Salita all'Ortles tramite il percorso "Bettega-Immink-Führe", 3.902 m, (Gruppo dell'Ortles)
- 1890 Salita alla Cusiglio (Cima Cugilio), 2.515 m, (Pale di San Martino, Dolomiti)
- 1892 Salita alla Cima di Vezzana, 3.192 m, (Pale di San Martino, Dolomiti)
- 1892 Salita alla Pale di San Martino di San Martino, 2.987 m, (Pale di San Martino,Dolomiti)
- 1892 Salita al Sass Maor, 2.814 m, (Pale di San Martino, Dolomiti)
- 1892 Salita al Tamer Piccolo, 2.550 m, (Catena del San Sebastiano, Dolomiti)
- 1892 Salita al Vorderer Tamer (Tamer Davanti), 2.496 m, (Catena del San Sebastiano, Dolomiti)
- 1892 Salita  invernale al Grosse Zinne - parete nord detta "Comiciführe", VI+A/0,400 HM, 2.999 m, (Dolomiti di Sesto)
- 1892 Salita  invernale al Kleine Zinne, 2.857 m, (Dolomiti di Sesto) *1892 Salita  invernale al Monte Cristallo, 3.216 m, (Dolomiti d'Ampezzo)
- 1893 Sesta salita e traversata dal  Cimon della Pale di San Martino - cresta nord-ovest - parete sud, III grado di difficoltà, 600 HM, 3.184 m, (Pale di San Martino)
- 1896 Salita al Campanile Bettega, 2.650 m, (Pale di San Martino, Dolomiti)
- 1897 Salita alla Croda Grande, 2.849 m, (Pale di San Martino, Dolomiti)
- 1897 Salita alla Pale di San Martino del Rifugio, 2.394 m, (Pale di San Martino, Dolomiti)
- 1897 Salita alla Cima della Madonna - percorso della parete sud  detta "Bettega-Dimai-Raynor-Phillimore Guide", 2.752 m, (Pale di San Martino, Dolomiti)
- 1897 Salita alla Cima d'Alberghetto - cresta nordovest,
- 1897 Salita alla Torre di Dresda, 2.319 m, (Pale di San Martino, Dolomiti)
- 1898 Salita alla Punta del Mazzodi, (Catinaccio)
- 1898 Salita alla Torri Socorda, (Catinaccio)
- 1901 Prima salita alla Marmolata-Punta Penia-parete sud "Vecchia parete sud-via classica", IV+ grado di difficoltà, dislivello 700 m, 3.343 m, (Gruppo della Marmolada, Dolomiti)
- 1901 Prima salita al Cusiglio-spigolo nord-ovest, III+ grado di difficoltà, dislivello 200 m, 2.510 m, (Pale di San Martino, Dolomiti)
- 1903 Prima salita al Campanile Alto-tramite il camino sud-sud-est, II grado di difficoltà, dislivello 170 m, 2.937 m, (Brenta, Dolomiti); prima salita alla Cima del Conte, 2.595 m, (Pale di San Martino, Dolomiti)[1][2]